# Manitou, Manitoba
Manitou är en ort i Kanada.   Den ligger i provinsen Manitoba, i den sydöstra delen av landet, 1 800 km väster om huvudstaden Ottawa. Manitou ligger 492 meter över havet och antalet invånare är 718.
Terrängen runt Manitou är platt. Trakten runt Manitou är nära nog obefolkad, med mindre än två invånare per kvadratkilometer.. Det finns inga andra samhällen i närheten. 
Trakten runt Manitou består till största delen av jordbruksmark.